# Bóng rổ tại Thế vận hội Mùa hè 2024 – Vòng loại Nữ
Vòng loại môn bóng rổ nữ tại Thế vận hội Mùa hè 2024 được diễn ra từ năm 2022 đến năm 2024, nhằm chọn ra 12 đội tuyển giành quyền tham dự giải đấu cuối cùng. Tất cả 5 liên đoàn thành viên của FIBA dự kiến có đại diện tham dự vòng sơ loại của giải đấu.
Với tư cách là quốc gia chủ nhà, Pháp được đặc cách tham dự nội dung 5x5; được Ban Chấp hành Trung ương FIBA quyết định vào ngày 30 tháng 4 năm 2023. Suất tham dự đầu tiên sẽ được trao cho đội tuyển giành chức vô địch Giải vô địch bóng rổ nữ thế giới 2022, được tổ chức tại Sydney, Úc từ ngày 22 tháng 9 đến ngày 1 tháng 10 năm 2022.
Tuy nhiên, hai đội đủ điều kiện tham dự trực tiếp này đủ điều kiện để thi đấu ở hai giai đoạn liên tiếp, đó là các giải đấu Vòng sơ loại môn bóng rổ nữ tại Thế vận hội Mùa hè 2024 (dành cho khu vực Châu Phi, Châu Mỹ, Châu Á và Châu Đại Dương) hoặc Vòng sơ loại Giải vô địch bóng rổ châu Âu 2025 (đối với Châu Âu) và Giải đấu Vòng loại bóng rổ Thế vận hội (FOQT) (dành cho khu vực Châu Phi, Châu Mỹ, Châu Á và Châu Âu).

## Thể thức
Mười hai đội tuyển sẽ tham gia giải đấu dành cho nữ, mỗi một Ủy ban Olympic Quốc gia cử ra một danh sách gồm 12 vận động viên.

### Nước chủ nhà
Với tư cách là quốc gia đăng cai giải đấu, Pháp nghiễm nhiên có một suất tham dự giải đấu môn bóng rổ nữ theo quyết định ban đầu của Ban Chấp hành Trung ương FIBA được công bố vào ngày 30 tháng 6 năm 2023. Họ được đặc cách tham dự giải đấu theo quyết định của Ban Chấp hành Trung ương FIBA vào ngày 30 tháng 4 năm 2023.

## Các đội tuyển vượt qua vòng loại
Chủ nhà của các giải đấu vòng loại được công bố vào ngày 9 tháng 9 năm 2023. Các giải đấu vòng loại có Mỹ và Pháp chỉ vượt qua vòng loại chỉ có hai đội.
| Quá trình vòng loại                           | Ngày diễn ra                     | Địa điểm  | Số suất tham dự | Các đội tuyển vượt qua vòng loại |
| --------------------------------------------- | -------------------------------- | --------- | --------------- | -------------------------------- |
| Quốc gia chủ nhà                              | —                                | —         | 1               | Pháp                             |
| Giải vô địch bóng rổ nữ thế giới 2022         | 22 tháng 9 – 1 tháng 10 năm 2022 | Sydney    | 1               | Hoa Kỳ                           |
| Giải đấu vòng loại nữ Thế vận hội Mùa hè 2024 | 8–11 tháng 2 năm 2024            | Tây An    | 2               | Trung Quốc                       |
| Giải đấu vòng loại nữ Thế vận hội Mùa hè 2024 | 8–11 tháng 2 năm 2024            | Tây An    | 2               | Puerto Rico                      |
| Giải đấu vòng loại nữ Thế vận hội Mùa hè 2024 | 8–11 tháng 2 năm 2024            | Antwerp   | 2               | Bỉ                               |
| Giải đấu vòng loại nữ Thế vận hội Mùa hè 2024 | 8–11 tháng 2 năm 2024            | Antwerp   | 2               | Nigeria                          |
| Giải đấu vòng loại nữ Thế vận hội Mùa hè 2024 | 8–11 tháng 2 năm 2024            | Belém     | 3               | Úc                               |
| Giải đấu vòng loại nữ Thế vận hội Mùa hè 2024 | 8–11 tháng 2 năm 2024            | Belém     | 3               | Đức                              |
| Giải đấu vòng loại nữ Thế vận hội Mùa hè 2024 | 8–11 tháng 2 năm 2024            | Belém     | 3               | Serbia                           |
| Giải đấu vòng loại nữ Thế vận hội Mùa hè 2024 | 8–11 tháng 2 năm 2024            | Sopron    | 3               | Nhật Bản                         |
| Giải đấu vòng loại nữ Thế vận hội Mùa hè 2024 | 8–11 tháng 2 năm 2024            | Sopron    | 3               | Tây Ban Nha                      |
| Giải đấu vòng loại nữ Thế vận hội Mùa hè 2024 | 8–11 tháng 2 năm 2024            | Sopron    | 3               | Canada                           |
| Tổng cộng                                     | Tổng cộng                        | Tổng cộng | 12              |                                  |

## Giải đấu vòng loại Thế vận hội Mùa hè
| Giải đấu vòng loại                                                               | Giải đấu vòng loại                                                               | Ngày diễn ra                     | Địa điểm thi đấu    | Số suất tham dự | Các đội tuyển vượt qua vòng loại |
| -------------------------------------------------------------------------------- | -------------------------------------------------------------------------------- | -------------------------------- | ------------------- | --------------- | -------------------------------- |
| Giải vô địch bóng rổ nữ thế giới 2022                                            | Giải vô địch bóng rổ nữ thế giới 2022                                            | 22 tháng 9 – 1 tháng 10 năm 2022 | Sydney              | 1               | Hoa Kỳ                           |
| Giải vô địch bóng rổ nữ châu Âu 2023                                             | Giải vô địch bóng rổ nữ châu Âu 2023                                             | 15–25 tháng 6 năm 2023           | Ljubljana Tel Aviv  | 6               | Bỉ                               |
| Giải vô địch bóng rổ nữ châu Âu 2023                                             | Giải vô địch bóng rổ nữ châu Âu 2023                                             | 15–25 tháng 6 năm 2023           | Ljubljana Tel Aviv  | 6               | Tây Ban Nha                      |
| Giải vô địch bóng rổ nữ châu Âu 2023                                             | Giải vô địch bóng rổ nữ châu Âu 2023                                             | 15–25 tháng 6 năm 2023           | Ljubljana Tel Aviv  | 6               | Pháp                             |
| Giải vô địch bóng rổ nữ châu Âu 2023                                             | Giải vô địch bóng rổ nữ châu Âu 2023                                             | 15–25 tháng 6 năm 2023           | Ljubljana Tel Aviv  | 6               | Hungary                          |
| Giải vô địch bóng rổ nữ châu Âu 2023                                             | Giải vô địch bóng rổ nữ châu Âu 2023                                             | 15–25 tháng 6 năm 2023           | Ljubljana Tel Aviv  | 6               | Serbia                           |
| Giải vô địch bóng rổ nữ châu Âu 2023                                             | Giải vô địch bóng rổ nữ châu Âu 2023                                             | 15–25 tháng 6 năm 2023           | Ljubljana Tel Aviv  | 6               | Đức                              |
| Giải vô địch bóng rổ nữ châu Á 2023                                              | Giải vô địch bóng rổ nữ châu Á 2023                                              | 26 tháng 6 – 2 tháng 7 năm 2023  | Sydney              | 4               | Trung Quốc                       |
| Giải vô địch bóng rổ nữ châu Á 2023                                              | Giải vô địch bóng rổ nữ châu Á 2023                                              | 26 tháng 6 – 2 tháng 7 năm 2023  | Sydney              | 4               | Nhật Bản                         |
| Giải vô địch bóng rổ nữ châu Á 2023                                              | Giải vô địch bóng rổ nữ châu Á 2023                                              | 26 tháng 6 – 2 tháng 7 năm 2023  | Sydney              | 4               | Úc                               |
| Giải vô địch bóng rổ nữ châu Á 2023                                              | Giải vô địch bóng rổ nữ châu Á 2023                                              | 26 tháng 6 – 2 tháng 7 năm 2023  | Sydney              | 4               | New Zealand                      |
| Giải vô địch bóng rổ nữ châu Mỹ 2023                                             | Giải vô địch bóng rổ nữ châu Mỹ 2023                                             | 1–9 tháng 7 năm 2023             | León                | 1               | Brasil                           |
| Giải vô địch bóng rổ nữ châu Phi 2023                                            | Giải vô địch bóng rổ nữ châu Phi 2023                                            | 28 tháng 7 – 6 tháng 8 năm 2023  | Kigali              | 2               | Nigeria                          |
| Giải vô địch bóng rổ nữ châu Phi 2023                                            | Giải vô địch bóng rổ nữ châu Phi 2023                                            | 28 tháng 7 – 6 tháng 8 năm 2023  | Kigali              | 2               | Sénégal                          |
| Giải đấu vòng sơ loại môn bóng rổ nữ tại Thế vận hội Mùa hè 2024 khu vực châu Mỹ | Giải đấu vòng sơ loại môn bóng rổ nữ tại Thế vận hội Mùa hè 2024 khu vực châu Mỹ | 9–12 tháng 11 năm 2023           | Medellín            | 2               | Canada                           |
| Giải đấu vòng sơ loại môn bóng rổ nữ tại Thế vận hội Mùa hè 2024 khu vực châu Mỹ | Giải đấu vòng sơ loại môn bóng rổ nữ tại Thế vận hội Mùa hè 2024 khu vực châu Mỹ | 9–12 tháng 11 năm 2023           | Medellín            | 2               | Puerto Rico                      |
| Tổng số đội tham dự                                                              | Tổng số đội tham dự                                                              | Tổng số đội tham dự              | Tổng số đội tham dự | 16              |                                  |